# Lance Laing
Lance Laing (Trelawny, 28 de fevereiro de 1988) é um futebolista profissional jamaicano que atua como defensor, atualmente defende o FC Edmonton.

## Títulos

### Fort Lauderdale Strikers
- North American Soccer League: Finalista (1) 2011

### Harbour View
- Jamaican National Premier League: (2) 2007, 2010
- CFU Club Championship: (1): 2007